# Quercus × cerrioides
Quercus × cerrioides Willk. & Costa – mieszaniec międzygatunkowy dębu z rodziny bukowatych (Fagaceae Dumort.) powstały ze skrzyżowania się dębu algierskiego (Q. canariensis) z podgatunkiem dębu omszonego – Q. pubescens subsp. subpyrenaica. Występuje endemicznie w północno-wschodniej Hiszpanii.

## Rozmieszczenie geograficzne
Rośnie naturalnie w Katalonii, Aragonii, na Majorce, w La Rioja oraz Nawarze. Prawdopodobnie występuje także w południowo-zachodniej Francji.

## Morfologia
PokrójDrzewo dorastające do 5–20 m wysokości. Gałęzie mają różowobrązowawą barwę, są bruzdkowany i krótko owłosione ciemnoszarymi włoskami. Pąki mają stożkowy kształt, są owłosione i mają 4–8 mm długości.
LiścieBlaszka liściowa ma owalny kształt. Nasada liścia jest ucięta. Są skórzaste. Mają 4–10 cm długości oraz 4–6 cm szerokości. Na początku są owłosione, lecz im bliżej wierzchołka, tym stają się bardziej nagie i błyszczące. Są silnie owłosione i matowe w kącikach nerwów. Wierzchołek jest tępy. Brzegi liścia są faliste, z regularnymi, szerokimi i trójkątnymi wypukłościami oraz z szerokimi zatokami. Mają (5) 6–8 wyraźnych par żył. Żyły trzeciorzędne są wąskie i niepozorne. Ogonek liściowy jest różowy, lekko owłosiony i ma długość 5–16 mm.
OwoceŻołędzie o długości 2,5 cm. Siedzące lub na krótkich owłosionych szypułkach do 4–5 mm długości. Wierzchołek żołędzia jest wgłębiony lub ścięty.

## Biologia i ekologia
Występuje w suchych górskich lasach. Najczęściej rośnie w towarzystwie bukszpanu, buka i sosny zwyczajnej. Występuje na wysokości od 600 do 1800 m n.p.m. Kwitnie w kwietniu i maju.

## Ochrona
W Czerwonej księdze gatunków zagrożonych został zaliczony do kategorii LC – gatunków najmniejszej troski. Głównymi zagrożeniami dla tego gatunku są pożary, działania gospodarki leśnej oraz hybrydyzacja z innymi gatunkami lub podgatunkami dębu.